# چوئو کورون
چوئو کورون (به ژاپنی: 中央公論 Chūō Kōron) یک مجله ادبی بود که برای اولین بار در دوره میجی انتشار یافت و چاپ آن تا کنون ادامه دارد.
این مجله مطالب متنوعی از جمله رمان، عکس و گزارش را بر اساس موضوعات مختلف فلسفی، اقتصادی، سیاسی، فرهنگی و اجتماعی منتشر می‌کند.